# Phoebis trite
Phoebis trite is een vlinder uit de familie van de witjes (Pieridae). De wetenschappelijke naam is gepubliceerd in 1758 door Linnaeus in de tiende editie van Systema naturae.